# Drosuliti
Drosuliti je izraz kojim Grci opisuju priviđenja, koju su videli stanovnici oko dvorca Frangokastelo u regiji Sfakia na ostrvu Kritu u Grčkoj. Lokalno stanovništvo nazvalo ih je  „senke rose” zbog vremena (jutarnji časovi) u kojem se one priviđaju.

## Preduslovi
Pojava fenomena „senke rose” vezana je dvorac, ili bolje rečeno, kameno utvrđenje Frangokastelo na Kritu, koga su izgradili od 1371- 1374. Mlečani kako bi zaštitili južnu obalu ostrva od gusara i uspostavili red u regiji Sfakia. Dvorac su jedno pod svojom upravom držali Turci, i držali ga sve do 1770. godine kada su ga zarobili lokalni pobunjenički rodoljub  Daskalogianis, sa 70 pobunjenika. Jasno je da su nakon toga dvorac odmah opkolile turske trupe, što je ubrzo dovelo do njegove predaje. Nakon toga, Turci su, prema običaju, mučili Daskalogianisa i njegove kjude, a potom su ih odveli u Heraklion, gde su ih streljali.
Zatim je dvorac napušten više od pola veka, sve dok u aprilu 1827. odred od stotinu konjanika i 600 pešaka, pod vođstvom Hadžimikalisa Dalianisa, nije pokušao da započne rat za nezavisnost na ostrvu i zarobio dvorac Frangokastelo. Ovaj bogati trgovac,  koji je iz patriotskih razloga odustao od svojih redovnih aktivnosti,  naoružao je konjički odred, uključio se u narodnooslobodilački pokret. Turci su, naravno, odmah poslali nadređene snage protiv pobunjenika (8.000 vojnika na čelu s guvernerom Musatafa-pašom), opkolili su Frangokastelo i u noći 17. maja 1828. godine upali u dvorac. Tokom odbrane dvorca umrlo je 335 njegovih branitelja. Turci ih nisu sahranili, već su jednostavno njihova tela bacili u jarak.

## Legenda
O junaštvu tih pobunjenika u borbi za nacionalnu nezavisnost ostrva početkom dvadesetog veka napisana je narodna pesma u kojoj se navodi:  
| „ | I danas, 17. maja, vojska Hadžimihalisa, se bori u oblacima a nevernici čuju njihove glasove i zvuke kopita uza zidove dvorca. Fantomski vojnici mogu se videti i uplašiti, ali Gospodin se smilovao nama, oni nikome ne čine štetu. | ” |

 Tako je prvi put opisana pojava takozvanih rosnih ljudi ili „senki rose”", nazvanih Drosuliti, jer se mogu videti samo rano ujutro kada padne rosa.
Po legendi koja kruži Kritom, ovaj fenomen se dešava svake godine, na godišnjicu bitke kod Frangokastela, koja se odigrala 17. maja 1828. godine. Veruje se da su to mrtve duše boraca koji su poginuli tokom bitke kod dvorca Frangokastela, jer se od tada pojavljuju natprirodna bića na tom području.
Tokom dvovekovne istorije Krita zabeleženo je da su „senke rose”  videli:
- Turski vojnici. 1890. godine, koji su se prepali i pobegli sa ovog mesta kada su videli ove čudne senke.
- Nemačka patrola u Drugom svetskom ratu, koja je kada je u toku patroliranja garnizonom u dvorcu ugledla senke otvorila vatru iz oružja na njih.

## Opis fenomena
Drosuliti, kako su opisali svedoci ovog fenomena, predstavljaju grupu senki poput ljudi obučenih u crno, koji hodaju ili jašu, naoružani, iz pravca manastira Agios Charalambos i idu prema staroj tvrđavi Frangokastelo, venecijanskom utvrđenju iz 14. veka.
Fenomen se primećuje kada je more mirno, a vazduh vlažnan i pre nego što se sunce potpuno izađe na nebu i obično traje oko 10 minuta. Senke su vidljive iz doline na udaljenosti od 1.000 m.

## Objašnjenje fenomena
Za ovaj fenomen naučno objašnjenje je da: tajanstveno senke nastaju zbog prelamanja sunčeve svetlosti kroz kapi jutarnje rose, i da se zato one javlja samo u tom periodu dana. Treba napomenuti da se senke ne javljaju svake godine, i da često prođe izvesno vreme pre nego što se one pojave na kraju proleća.
Fenomen je detaljno opiso general Hadžimihalis, praunuka legendarnog pobunjenika, koji ga je prvi put posetio dvorac 100 godina nakon smrti njegovog slavnog pretka. Tada su ga meštani upoznali se lokalnom o nemirnoj duši pobunjenika Daljanisa, koga su Turci uspavali, a onda je izdajnik u zoru 17. maja 1827. ušao u zamak i ubio ga. Naravno, general je hteo toda proveri i imao je sreće da čak tri puta vidi čudne senke. Nakon toga napisao je pismo Angelosu Tanagrasu, predsedniku Grčke asocijacije za parapsihologiju, u kome ga je obavesti o ovoj pojavi i naglasio da ove senke ne mogu imati nikakve veze sa događajima iz 1827. godine. Očigledno je da su ljudi njegovog pradeda bili naoružani vatrenim oružjem, dok su senke bile naoružane sa kopljima, kratkim mačevima i okruglim štitovima. Takođe to ne mogu biti ni senke rimljana, čiji je garnizon postojao na ostrvu, budući da senke nisu imale pravokugaone štitove kakve su imali vojnici Republike Svetog Marka, već verovatno  Stari Grci, koji su nosili okrugle štitove? Takođe je zanimljivo da su tokom tri dana koje ih je Hadzimihalis promatrao senke marširali u formaciji u smeru od istoka ka zapadu, od planina preko ravnice, prema dvorcu. Štaviše, ponekad su se kretali u bliskoj formaciji, ili je njihov prikaz bio tanak i ispružen.
Fenomen se možete promatrati samo ako posmatrač stoji leđima okrenut prema planinama i gleda odatle prema širokoj ravnici i dvorcu ispred sebe. Zz nekog razloga nije moguće fotografisati „rosne ljude", jer se na fotografijama vidi samo pejzaž i dvorac!

## Spoljašnje veze
- Dvorac Frangokastello – Orijentir Krit
- Drosoulites, the ghosts of Frangokastello (језик: енглески)